# Ак-Булак (Тюпский район)
Ак-Булак (кирг. Ак-Булак) — село в Тюпском районе Иссык-Кульской области Кыргызстана. Административный центр и единственный населённый пункт Ак-Булакского аильного округа. Код СОАТЕ — 41702 225 510 01 0.

## История
Населённый пункт образован при Курментинском цементном заводе. С 23 сентября 1961 года по 2012 год имел статус посёлка городского типа. 27 сентября 2012 года из статуса «поселок городского типа» отнесен к категории «поселок», а на его базе образован Ак-Булакский аильный округ.

## Население
По данным переписи 2022 года, в селе проживало 1 202 человека.